# Nitroguanidyna
Nitroguanidyna – organiczny związek chemiczny o właściwościach wybuchowych z grupy nitroamin. Biała substancja krystaliczna. W czasie II wojny światowej była wykorzystywana jako składnik prochów nitroglicerynowych bezbłyskowych i małoerozyjnych.